# Okui Hiroki
Hiroki Okui (sinh ngày 27 tháng 6 năm 1999) là một cầu thủ bóng đá người Nhật Bản.

## Sự nghiệp câu lạc bộ
Hiroki Okui đã từng chơi cho Gamba Osaka.